# Krågeholm
Krågeholm är en bebyggelse i Svedala socken i  Svedala kommun, Skåne län. Området avgränsades före 2015 till en småort för att därefter räknas som en del av tätorten Svedala.